# Allendale (Nova Jersey)
Allendale és una població dels Estats Units a l'estat de Nova Jersey. Segons el cens del 2008 tenia 6.599 habitants.

## Demografia
Segons el cens del 2000, Allendale tenia 6.699 habitants, 2.110 habitatges, i 1.795 famílies. La densitat de població era de 829 habitants/km².
Dels 2.110 habitatges en un 47,4% hi vivien nens de menys de 18 anys, en un 77,5% hi vivien parelles casades, en un 6,1% dones solteres, i en un 14,9% no eren unitats familiars. En el 13,1% dels habitatges hi vivien persones soles el 5,5% de les quals corresponia a persones de 65 anys o més que vivien soles. El nombre mitjà de persones vivint en cada habitatge era de 3,03 i el nombre mitjà de persones que vivien en cada família era de 3,33.
Per edats la població es repartia de la següent manera: un 30,4% tenia menys de 18 anys, un 4,2% entre 18 i 24, un 25,9% entre 25 i 44, un 25,4% de 45 a 60 i un 14,1% 65 anys o més.
L'edat mediana era de 40 anys. Per cada 100 dones de 18 o més anys hi havia 86,8 homes.
La renda mediana per habitatge era de 105.704 $ i la renda mediana per família de 113.390 $. Els homes tenien una renda mediana de 88.210 $ mentre que les dones 50.781 $. La renda per capita de la població era de 47.772 $. Aproximadament l'1,6% de les famílies i l'1,8% de la població estaven per davall del llindar de pobresa.

## Poblacions més properes
El següent diagrama mostra les poblacions més properes.